# Antennaria
Antennaria é um género botânico de ervas dioicas perenes, pertencente à família Asteraceae.